# Myrcia antioquensis
Myrcia antioquensis là một loài thực vật có hoa trong Họ Đào kim nương.